# Paweł z Tarsu

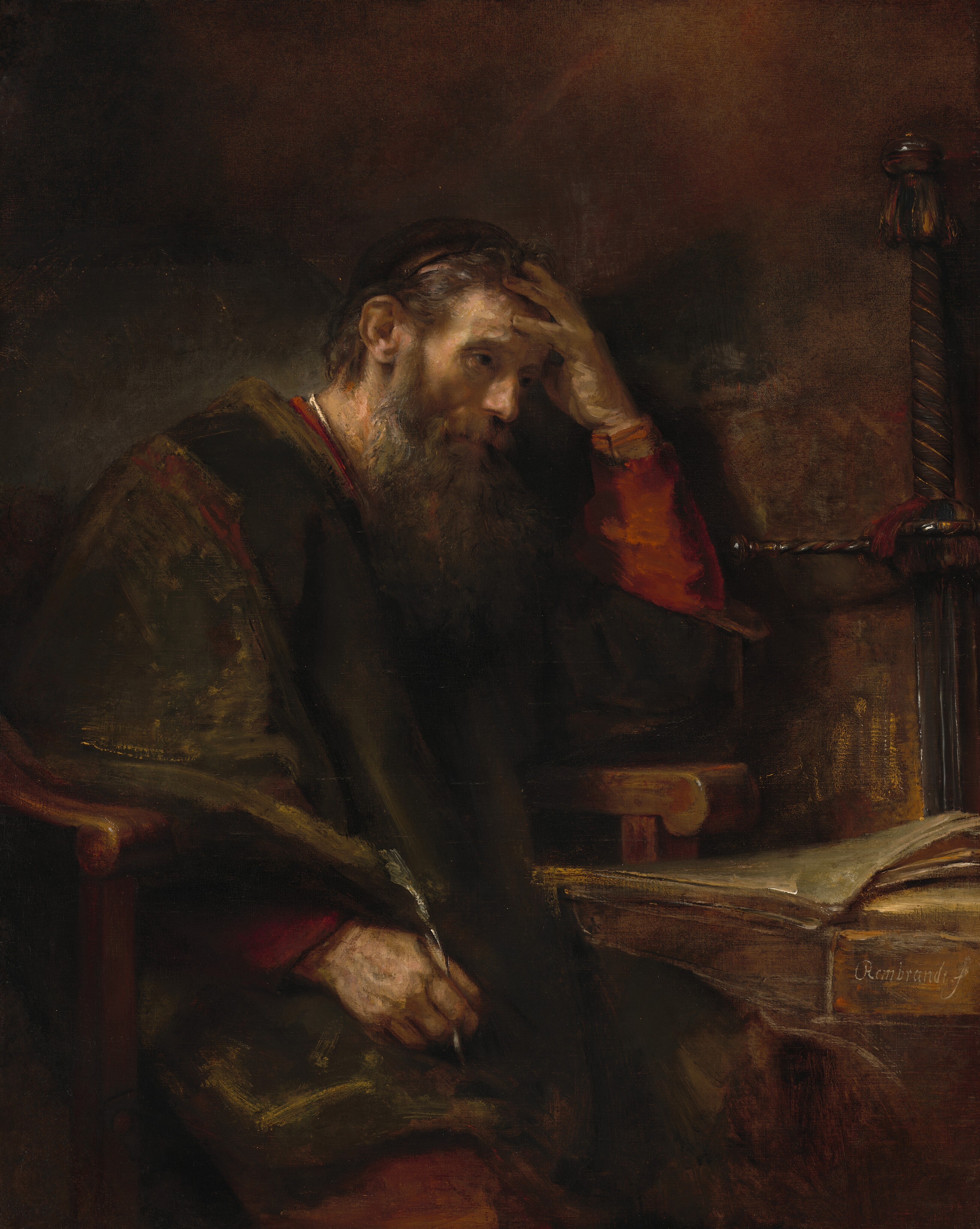
Paweł Apostoł, Rembrandt, ok. 1657

Paweł z Tarsu, Paweł Apostoł, Szaweł, hebr. ‏שָׁאוּל התרסי‎ Szaul ha-Tarsi (ur. ok. 5–10 w Tarsie w Cylicji, zm. ok. 64–67 w Rzymie) – Żyd z Tarsu, święty chrześcijański, męczennik za wiarę. Wprawdzie nie należał do grona dwunastu apostołów, ani uczniów Jezusa, jednak tradycja chrześcijańska nadała mu tytuł Apostoła Narodów. Przed swoim nawróceniem był faryzeuszem i prześladowcą chrześcijan. Stał za ukamienowaniem św. Szczepana. Dokonał radykalnej konwersji w następstwie nadprzyrodzonego widzenia Chrystusa pod Damaszkiem. Podczas swoich podróży misyjnych przemierzył lądem i morzem ponad trzydzieści tysięcy kilometrów. W okresie od połowy lat 30. do połowy lat 50. naszej ery założył kilka wspólnot chrześcijańskich w Azji Mniejszej i Europie. Powszechnie uchodzi za twórcę uniwersalnego modelu Kościoła, w którym dostęp do łaski mają poganie na równi z wyznawcami pochodzenia żydowskiego. Jest autorem listów wchodzących w skład Nowego Testamentu i jednym z głównych bohaterów Dziejów Apostolskich. Jego zaangażowanie ewangelizacyjne uczyniło z chrześcijaństwa wyznanie o zasięgu globalnym i położyło fundament pod najtrwalszą rewolucję społeczną w historii. Zasługuje tym samym na miano drugiego po Jezusie założyciela chrześcijaństwa. Odbiera cześć wraz ze św. Piotrem Apostołem. Jest wymieniany w modlitwie eucharystycznej Kanonu Rzymskiego.

## Źródła informacji
Podstawowym źródłem poznania dziejów Pawła z Tarsu są Dzieje Apostolskie oraz trzynaście listów przypisywanych mu poprzez tradycję. Jednak listy zawierają niewiele informacji o życiu Pawła przed nawróceniem. Dzieje Apostolskie przytaczają ich znacznie więcej, jednakże pomijają kilka aspektów życia Pawła, takich jak prawdopodobna, ale nieudokumentowana egzekucja w Rzymie. Ponadto Dzieje i listy w niektórych fragmentach pozostają w sprzeczności. W szczególności dotyczy to liczby wizyt Pawła w Kościele Jerozolimskim. Za bliższe prawdy historycznej uznawane są listy, które powstały wcześniej (większość między 50 i 63 r.) niż Dzieje (spisane po 63 r.). 
Źródłem wiedzy o Pawle są także najstarsze pisma tradycji chrześcijańskiej:
- List do Koryntian Klemensa Rzymskiego - I/II w.
- Listy Ignacego Antiocheńskiego do Rzymian i Efezjan - początek II w.
- List Polikarpa do Filipian - początek II w.
- Kanon Muratoriego - koniec II w.
- Historia Ecclesiae Euzebiusza - początek IV w.
- Dzieje apokryficzne, opowiadające o życiu Pawła (Dzieje Pawła, Dzieje Pawła i Tekli, Dzieje Piotra i Pawła), przypisywane Pawłowi listy apokryficzne tj. List do Koryntian, Trzeci List do Koryntian i Korespondencja Pawła z Tarsu z Seneką oraz teksty apokaliptyczne (Apokalipsa Pawła i Koptyjska Apokalipsa Pawła). Wszystkie te pisma są datowane na okres od II do IV w.

## Życiorys
Urodził się jako Szaweł (Saul) w Tarsie (obecnie Tarsus w Turcji) w Cylicji. Dokładna data jego urodzenia nie jest znana, stąd określa się ją w przybliżeniu na lata 5 do 10 po Chrystusie. Badacze podają, że z pewnością miało to miejsce przed rokiem 10, gdyż:
- według Dziejów Apostolskich([6]) w momencie śmierci Szczepana (ok. 36 r.) Szaweł był „młodzieńcem” (gr. neanias), mógł mieć zatem najwyżej dwadzieścia kilka lat,
- w Liście do Filemona([7]) nazywa siebie presbytes, czyli „stary”, co w owym czasie było określeniem ludzi po 50. roku życia[8].

Paweł przyszedł na świat w rodzinie żydowskiej, legitymującej się obywatelstwem rzymskim. Był synem faryzeusza z pokolenia Beniamina. Zgodnie z prawem żydowskim został obrzezany ósmego dnia po narodzeniu. Paweł wychowywał się w środowisku diaspory żydowskiej na styku z kulturą hellenistyczną. Znał język aramejski i język grecki. Prawdopodobnie jego pierwszym językiem była odmiana greki zwana koine. Jako młody faryzeusz, niezależnie od swojej pozycji społecznej, musiał nauczyć się rzemiosła, będącego źródłem utrzymania. W przypadku Szawła było to tkanie płacht namiotowych.

### Teorie nt. pochodzenia
Według Hieronima ze Strydonu rodzice Pawła pochodzili z Giskali (współczesny Dżisz) w Galilei. Nie jest znany sposób, w jaki przodkowie uzyskali obywatelstwo rzymskie. Mogło być to zarówno nadanie z uwagi na zasługi lub względy polityczne lub też wyzwolenie niewolnika, który z reguły otrzymywał obywatelstwo. Joachim Gnilka uważa drugi ze sposobów za bardziej prawdopodobny.
Zdaniem niektórych historyków (np. Douglas J. Del Tondo) Paweł był członkiem dynastii herodiańskiej, a tym samym krewnym Heroda Wielkiego. Koncepcja określana przez Michaela Morys-Twarowskiego mianem piętrowej hipotezy nie ma oparcia w źródłach i jest zbudowana na wewnętrznie sprzecznej analizie. Mimo to zyskała pewną popularność.

### Młodość Pawła
Niektórzy teolodzy zwracają uwagę, że określanie wizji, która miała miejsce podczas drogi do Damaszku, mianem nawrócenia nie jest najszczęśliwsze. Wskazują na to, że Paweł nie przechodził od obojętności religijnej do gorliwości, ani od niewiary do wiary w Boga, ale „z gorliwej służby Bożej, z której zawsze był dumny, do życia w łasce, do poznania Jezusa Chrystusa i służenia bez podziału Jego Ewangelii” (Henryk Fros). W odniesieniu do wydarzenia spod Damaszku wolą mówić o powołaniu (np. J. Gnilka) dla podkreślenia wewnętrznej przemiany i wtajemniczenia, w odróżnieniu od formalnej konwersji religijnej. Niemal wszyscy teolodzy skłaniający się ku jednemu z terminów uznają drugi za dopuszczalny.

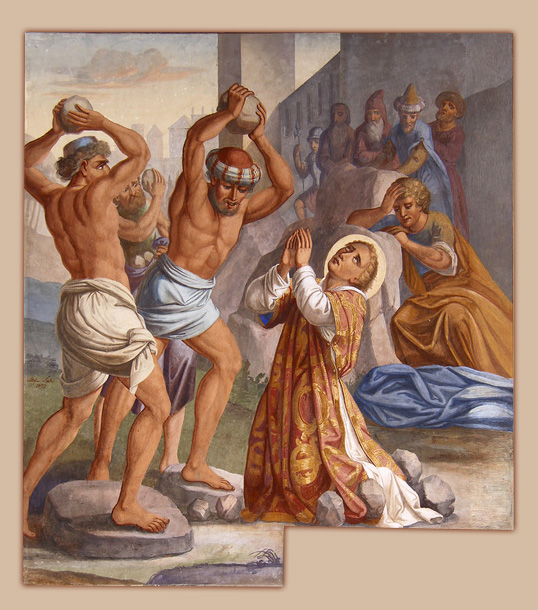
Męczeństwo św. Szczepana - Štefan Šubic, 1872 (za św. diakonem młodzieniec, u którego stóp leżą szaty kamienujących, identyfikowany jako Paweł z Tarsu)

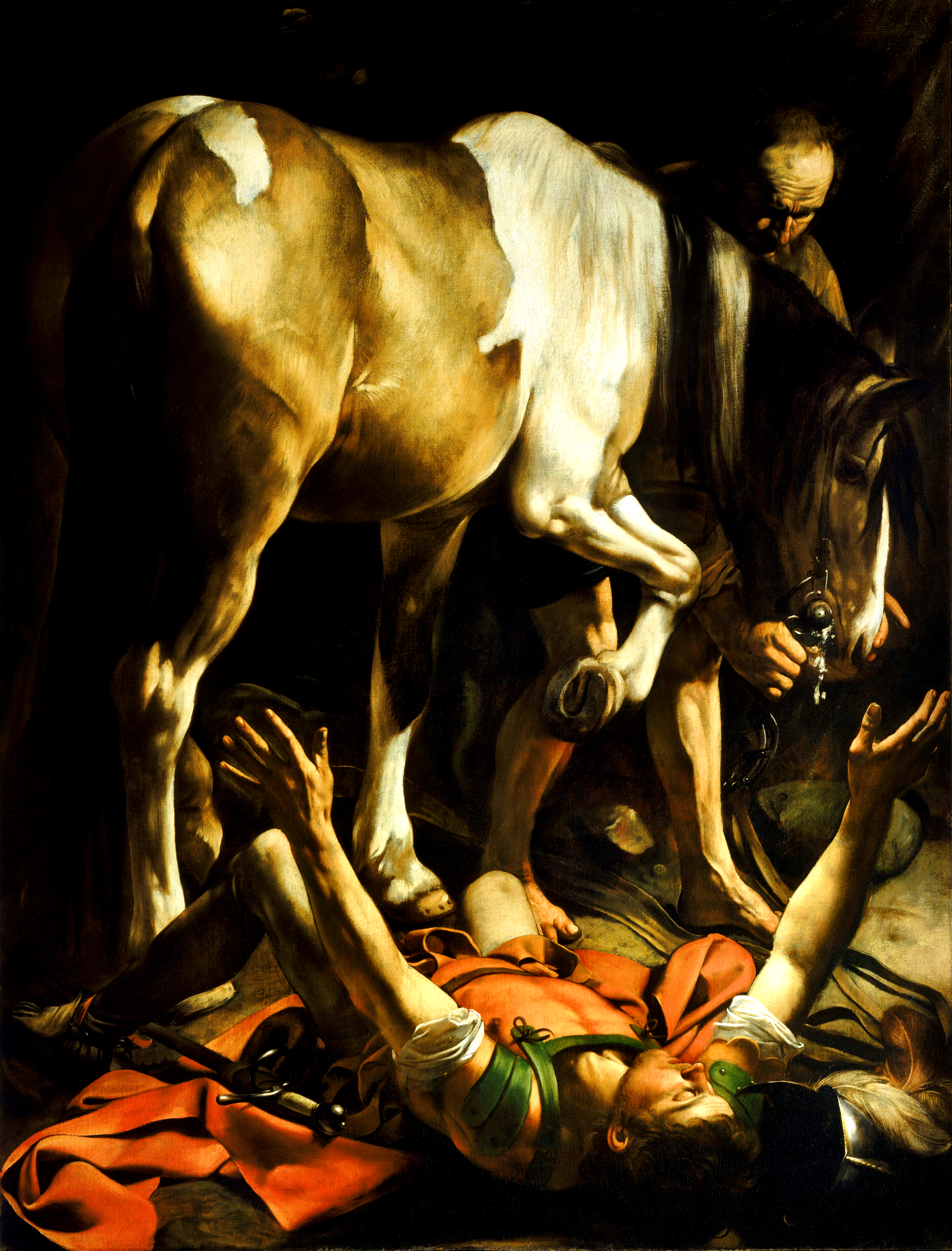
Nawrócenie Pawła z Tarsu - Caravaggio, 1601

Między rokiem 18 i 20 lub 28 i 30 przybył do Jerozolimy, aby studiować Torę w szkole Gamaliela Starszego. Brał udział w kamienowaniu Szczepana, jednego z siedmiu diakonów Kościoła Jerozolimskiego, był przejawem wrogości i zapowiedzią kolejnych aktów przemocy wobec jego członków. Z takim nastawieniem, wyposażony w listy polecające od Sanhedrynu i nakaz aresztowania zwolenników nowej religii, Paweł udał się do Damaszku ok. 35/36 roku. W drodze doświadczył objawienia Jezusa Chrystusa, przeżył duchową przemianę i przyjął chrzest z rąk Ananiasza. Jak podają Dzieje Apostolskie:

Gdy zbliżał się już w swojej podróży do Damaszku, olśniła go nagle światłość z nieba. A gdy upadł na ziemię, usłyszał głos, który mówił: „Szawle, Szawle, dlaczego Mnie prześladujesz?” „Kto jesteś Panie?” – powiedział. A On: „Ja jestem Jezus, którego ty prześladujesz. Wstań i wejdź do miasta, tam ci powiedzą, co masz czynić”. Ludzie, którzy mu towarzyszyli w drodze, oniemieli ze zdumienia, słyszeli bowiem głos, lecz nie widzieli nikogo. Szaweł podniósł się z ziemi, a kiedy otworzył oczy, nic nie widział. Wprowadzili go więc do Damaszku, trzymając za ręce. Przez trzy dni nic nie widział i ani nie jadł, ani nie pił.

W Nowym Testamencie znajdują się trzy różne opisy tego wydarzenia. W Dz 9,3-7 ludzie, którzy mu towarzyszyli, słyszeli głos, lecz nikogo nie widzieli. W Dz 22,9 Paweł opowiadał, że jego towarzysze nie słyszeli głosu rozmawiającego z Pawłem, za to widzieli światło. Komentatorzy biblijni tłumaczą, że towarzysze Pawła słyszeli głos, ale nie słyszeli artykułowanej mowy. Kolejny opis tego wydarzenia w Dz 26,13-18 podał Paweł, relacjonując zdarzenie przed Herodem Agryppą II, królem żydowskim.

### Początek działalności
Po przyjęciu chrztu w Damaszku udał się na krótko do „Arabii” (kraju Nabatejczyków). Powróciwszy do Damaszku, przez trzy lata w synagogach głosił, że Jezus Chrystus jest Mesjaszem. Gdy część Żydów postanowiła go zgładzić, na początku 37 roku albo około 39 roku sytuacja stała się zbyt niebezpieczna. Namiestnik nabatejskiego króla Aretasa IV rozkazał pilnować miasta, chcąc pojmać Pawła, lecz jemu udało się zbiec. Uczniowie spuścili go nocą w koszu z okna przez mur i udał się do Jerozolimy.
W Jerozolimie przebywał piętnaście dni. Chrześcijanie, pamiętający go jako prześladowcę, traktowali go nieufnie. Dopiero dzięki Barnabie udało mu się poznać dwóch z grona apostolskiego: Piotra i Jakuba, „brata Pańskiego”. Gdy Pawłowi zaczęło grozić niebezpieczeństwo, udał się przez Cezareę do rodzinnego Tarsu. W Cylicji i Syrii spędził kilka lat, dopóki nie zjawił się Barnaba, który ściągnął go do Antiochii nad Orontesem. Miało to miejsce w 43 albo około 44 roku.
Następnie odbył trzy podróże misyjne. W czasie pierwszej (ok. 45–49) odwiedził Cypr oraz środkową część Azji Mniejszej. Po powrocie wziął udział w tzw. soborze jerozolimskim, gdzie rozstrzygnięto kwestię przyjmowania przez chrześcijan pochodzenia pogańskiego przepisów Prawa Mojżeszowego. W czasie drugiej podróży misyjnej (50–52) działał na terenie Azji Mniejszej, Macedonii i Grecji, głównym terenem działalności w czasie trzeciej podróży (53–58) był Efez.

### Pierwsza podróż misyjna (45–48)

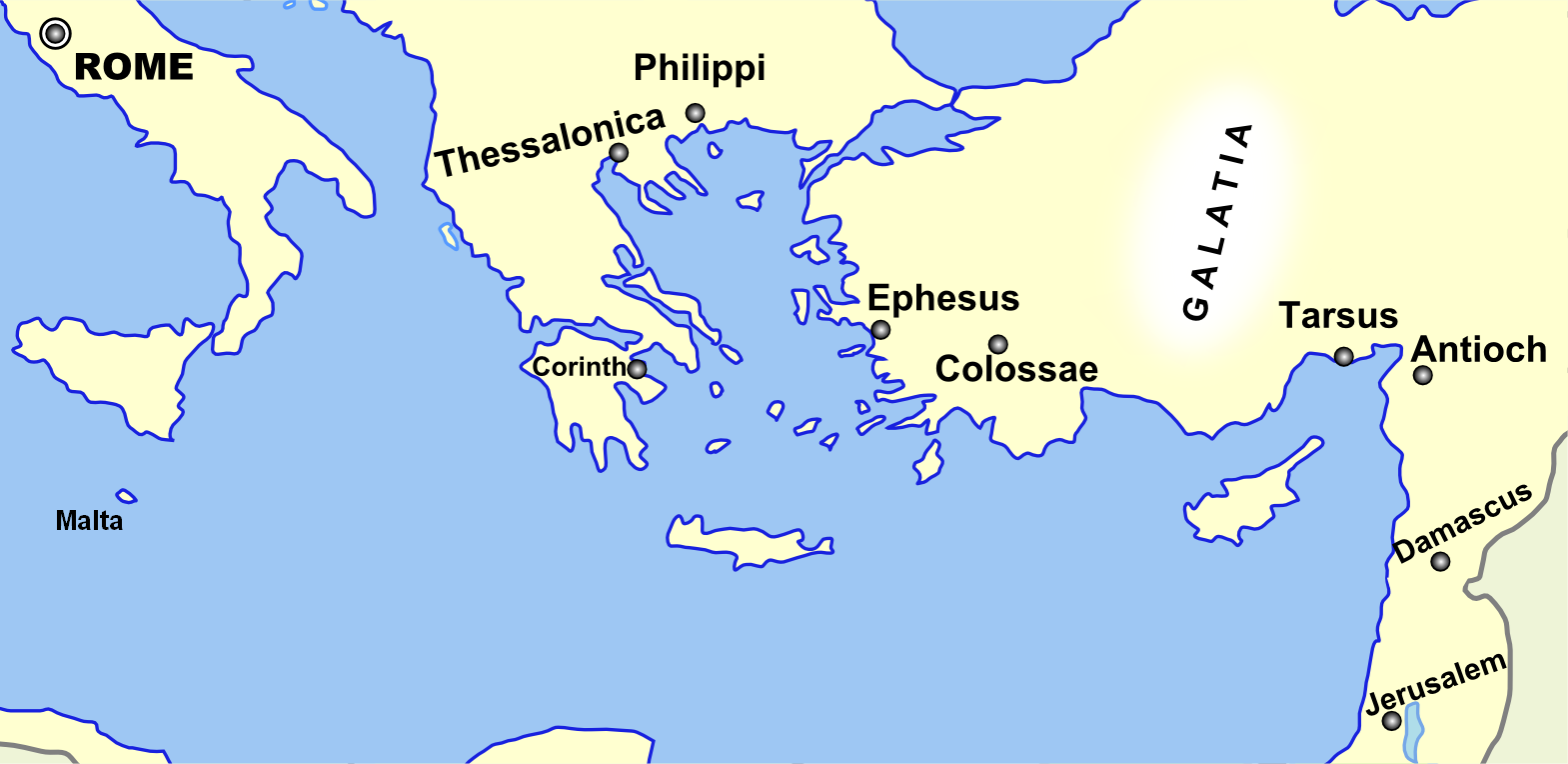
Mapa obejmująca najważniejsze miasta odwiedzone przez apostoła Pawła

Pierwszą podróż misyjną Pawła z Tarsu datuje się na lata 45–48.
Barnaba i Paweł zostali wysłani przez działających w Antiochii chrześcijańskich nauczycieli i proroków do Seleucji. Stamtąd skierowali się na Cypr; w podróży towarzyszył im Jan Marek. Prowadzili działalność w synagogach w Salaminie. W Pafos zostali wezwani przez rzymskiego prokonsula Sergiusza Pawła. Przed jego obliczem starli się z Elimasem Bar Jezusem, „fałszywym prorokiem żydowskim”, który obawiał się, że straci wpływy w wypadku przyjęcia przez prokonsula chrześcijaństwa. Paweł, oburzony postępowaniem Elimasa, zesłał na niego czasową ślepotę.
Po opuszczeniu Pafos udali się drogą morską do Perge. Tam Jan Marek podjął decyzję o powrocie do Jerozolimy, z kolei Paweł i Barnaba udali się do Antiochii Pizydyjskiej, by po kilku tygodniach pójść do Ikonium. Prowadzili działalność w tamtejszych synagogach. Gdy jednak w Ikonium część Żydów podburzyła przeciwko nim znaczniejszych obywateli, zagrożeni ukamienowaniem misjonarze uciekli do Listry. Gdy Paweł uzdrowił człowieka cierpiącego na bezwład nóg, został ogłoszony przez tłum wcieleniem Hermesa, zaś Barnaba – Zeusa. Z trudem powstrzymali ludzi od złożenia im ofiar. Do Listry dotarli jednak przeciwnicy Pawłowego nauczania z Antiochii Pizydyjskiej i Ikonium, którzy podburzyli tłum przeciwko apostołowi. Wywlekli go za miasto i ukamienowali, jednak apostoł przeżył i powrócił do miasta, a następnego dnia wraz z Barnabą odszedł do Derbe.

### Udział w tzw. soborze jerozolimskim
Wobec kontrowersji narastających wokół obowiązków nakładanych na chrześcijan nawróconych z pogaństwa, Paweł i Barnaba prezentowali zdecydowane stanowisko, aby dopuścić nie-Hebrajczyków do wspólnoty Kościoła, nie zobowiązując ich do obrzezania i przestrzegania Prawa. Z tą kwestią związany był tzw. konflikt antiocheński, opisany w Liście do Galatów, który przedstawia Piotra, spożywającego w Antiochii posiłki razem z poganami do momentu, w którym zjawili się chrześcijanie z Judei. Wskutek interwencji przedstawicieli radykalnego skrzydła judeochrześcijaństwa z Jerozolimy (tzw. judaizantes), którzy wpłynęli na zmianę jego zachowania (za co został zganiony przez Pawła, Dz 15, 1) powstał konflikt między nim a Pawłem i Barnabą. Nie mogąc samodzielnie rozwiązać problemu, frakcje postanowiły udać się do Jerozolimy, aby razem z „tymi, którzy apostołami stali się pierwej niż [Paweł]” (Gal 1, 17b) dokonać rozeznania eklezjalnego i znaleźć rozwiązanie sytuacji kryzysowej. W trakcie tzw. soboru jerozolimskiego (ok. 49 r.) potwierdzono stanowisko Pawła, a także określono przepisy obowiązujące pogan, tj. powstrzymywanie się od ofiar składanych bożkom, od krwi, od tego co uduszone i od nierządu (Dz 15, 29). Paweł i Barnaba powrócili do Antiochii z dekretem odnoszącym się do spornej kwestii, wydanym przez apostołów i starszych.

### Druga podróż misyjna (50–52)
Drugą podróż misyjną Pawła z Tarsu datuje się na lata 50–52.
Paweł zamierzał wraz z Barnabą odwiedzić chrześcijańskie gminy, w których działali w czasie pierwszej podróży misyjnej. Barnaba chciał zabrać ze sobą Jana Marka, czemu sprzeciwiał się Paweł, mając w pamięci, że ten opuścił ich w Pamfilii. W efekcie Barnaba zabrał Marka i udał się z nim na Cypr, z kolei Paweł w drugą podróż misyjną wyruszył w towarzystwie Sylasa.
Przez Syrię i Cylicję dotarli do Derbe. Następnie odwiedzili Listrę, gdzie dołączył do nich Tymoteusz. Później przeszli Frygię, Galację i Myzję. Zrezygnowawszy z planów odwiedzenia Bitynii, zjawili się w porcie w Troadzie. Przypuszcza się, że tam dołączył do nich Łukasz, gdyż od tego momentu relacja w Dziejach Apostolskich utrzymana jest w pierwszej osobie liczby mnogiej.
Z Troady popłynęli do Samotraki, a już następnego dnia do Neapoli (obecna Kawala). W Filippi spędzili kilka dni; wtedy Paweł ochrzcił Lidię, handlarkę purpury z Tiatyry. Tam też Paweł uzdrowił opętaną niewolnicę. Ściągnął tym na siebie gniew jej właścicieli (dziewczyna przynosiła im spore zyski jako medium spirytystyczne), którzy oskarżyli jego i Sylasa przed pretorami. Ci kazali zbić rózgami misjonarzy, a następnie wtrącić ich do więzienia. Nocne trzęsienie ziemi przyniosło wolność Pawłowi i Sylasowi; następnego dnia zostali uwolnieni przez pretorów.
Przez Amfipolis i Apolonię dotarli do Tessalonik, gdzie Paweł – zgodnie ze swoim zwyczajem – zaczął działalność od wystąpień w żydowskiej synagodze. Po trzech tygodniach zdołał pozyskać dla chrześcijaństwa grupkę Żydów, a także Greków. Część gminy żydowskiej jednak otwarcie wystąpiła przeciwko Pawłowi i Sylasowi; w tej sytuacji skierowali się do Berei.
Pozostawiwszy tam Sylasa i Tymoteusza, Paweł udał się do Aten, gdzie przemawiał na Areopagu. Tam udało mu się skłonić ku chrześcijaństwu nieliczne osoby, m.in. Dionizego Areopagitę i Damaris. Z Aten udał się do Koryntu, gdzie przebywał przez mniej więcej półtora roku.
W Koryncie do Pawła dołączyli Pryscylla i Akwila. Przybyli też do miasta Sylas i Tymoteusz. Pawłowi udało się nawrócić m.in. Kryspusa, przełożonego synagogi, jednak nieprzychylna mu część Żydów oskarżyła go przed nowym prokonsulem Achai – Gallionem. Ten uznał, że charakter sporu jest wyłącznie religijny i pozostawił go do rozwiązania samym Żydom.
Paweł, opuściwszy Korynt w towarzystwie małżeństwa Akwili i Pryscylli, popłynął w stronę Syrii. W Kenchrach, zgodnie z wcześniej złożonym ślubowaniem, ogolił głowę. Następnie zatrzymał się w Efezie, gdzie zostawił Akwilę i Pryscyllę. Sam nie chciał pozostać dłużej w mieście, ale zapewniał, że postara się jeszcze tam wrócić. Wrócił do Antiochii, lecz nie zatrzymał się tam zbyt długo.

### Trzecia podróż misyjna (53–58)
Trzecią podróż misyjną Pawła z Tarsu datuje się na lata 53–58.
Po krótkim pobycie w Antiochii Paweł odwiedził gminy chrześcijańskie w Galacji i Frygii, skąd skierował się do Efezu. W Efezie przebywał przez dwa lata. Najpierw udało mu się pozyskać zwolenników Apollosa z Aleksandrii, ucznia Jana Chrzciciela. Przez trzy miesiące nauczał w synagodze, jednak wobec sprzeciwu części Żydów przeniósł się do szkoły Tyrannosa. Zaniepokojony sytuacją w gminie w Koryncie skierował do niej niezachowany list (tzw. przedkanoniczny list do Koryntian). Dalsze wieści o sporach między korynckimi chrześcijanami sprawiły, że wiosną 55 roku Paweł napisał tzw. Pierwszy List do Koryntian. Wreszcie Apostoł Narodów sam udał się do Koryntu, ale nic tam nie osiągnął. Znieważony przez jednego z tamtejszych starszych, powrócił końcem 57 roku do Efezu, skąd wysłał kolejny list do Koryntian (niezachowany). Przypuszcza się, że w tym czasie napisał także List do Filipian.
Planował udać się do Rzymu i w celu przygotowania podróży wysłał do Macedonii swoich dwóch pomocników – Tymoteusza i Erasta. Wtedy w Efezie doszło do poważnych rozruchów. Sukcesy misyjne Pawła spowodowały drastyczny spadek kupna srebrnych świątynek Artemidy Efeskiej. Na czele niezadowolonych stanął kupiec Demetriusz. Sytuację zdołał uspokoić miejscowy sekretarz, a Paweł wyruszył do Macedonii. W czasie pobytu w Macedonii, pod koniec 57 roku, napisał Drugi List do Koryntian.
Z Macedonii udał się do Grecji, gdzie przebywał przez trzy miesiące. Następnie chciał drogą morską udać się do Syrii. Paweł dowiedział się, że niektórzy Żydzi planowali go zabić przy tej okazji, dlatego wybrał drogę lądową. W drodze do Azji Mniejszej, która wiodła przez Macedonię, towarzyszyli mu Sopater, Arystarch, Sekundus, Gajus z Derbe, Tymoteusz, Tychik, Trofim i Łukasz.
Po drodze Paweł zatrzymał się w Troadzie. Gdy przemawiał do wiernych do późnych godzin nocnych, zmorzony snem młodzieniec imieniem Eutych spadł z trzeciego piętra i zabił się. Pawłowi udało się przywrócić go do życia.
Paweł udał się pieszo do Assos, skąd skierował się prosto do Miletu. Ominął Efez, ponieważ chciał zdążyć do Jerozolimy na Święto Pięćdziesiątnicy. Wezwał do Miletu starszych z Efezu i wygłosił do nich mowę pożegnalną. Zasmucił zebranych, mówiąc, że go więcej nie zobaczą. Przez Kos, Rodos, Patarę, Tyr i Ptolemaidę Paweł z grupką współpracowników dotarł do Cezarei, gdzie zatrzymał się u diakona Filipa. W czasie pobytu w Cezarei prorok Agabos przepowiedział Pawłowi, że w Jerozolimie zostanie uwięziony przez Żydów i wydany w ręce pogan. Mimo zaklinań ze strony uczniów, Apostoł Narodów zdecydował się kontynuować podróż.

### Uwięzienie
Wiosną 58 roku Paweł dotarł do Jerozolimy, gdzie spotkał się z Jakubem i innymi starszymi z gminy jerozolimskiej oraz zdał szczegółową relację ze swojej działalności misyjnej. Po kilku dniach pobytu został rozpoznany na terenie świątyni jerozolimskiej przez wrogich mu Żydów z Azji. Jako że widziano go wcześniej w mieście w towarzystwie Trofima z Efezu, sądzono, że wprowadził go (nie-Żyda) do świątyni. Żydzi próbowali dokonać samosądu, zostali jednak rozpędzeni przez rzymskich żołnierzy pod wodzą trybuna Klaudiusza Lizjasza. Ten kazał go skuć łańcuchami, biorąc Pawła za Egipcjanina, który onegdaj wszczął rozruchy w Judei.

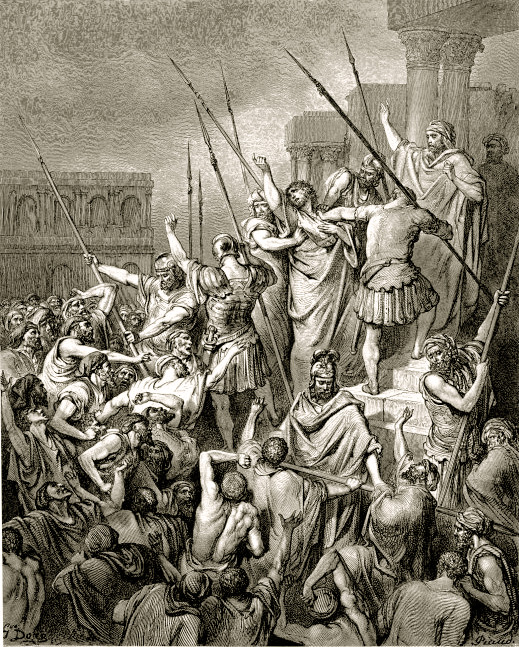
Pojmany Paweł przemawia do tłumu

Po wyjaśnieniu kim jest Paweł, rzymski trybun kazał przesłuchać go Sanhedrynowi pod przewodnictwem arcykapłana Ananiasza, syna Nebedeusza. Paweł stwierdził, że jedyną przyczyną postawienia go przed sądem jest fakt bycia faryzeuszem i wiara w Zmartwychwstanie. W efekcie faryzeusze zażądali uwolnienia Pawła, z kolei saduceusze zajęli stanowisko przeciwne.
Do kolejnego przesłuchania Pawła przez Sanhedryn nie doszło, ponieważ grupka Żydów planowała go zabić przy tej okazji. W takiej sytuacji Lizjasz odesłał go pod eskortą do Cezarei.
Kilka dni później arcykapłan Ananiasz wraz z kilkoma starszymi i retorem Tertullosem oskarżył Pawła przed rzymskim prokuratorem Antoniuszem Feliksem. Ten odroczył proces i przetrzymywał go przez dwa lata w więzieniu, licząc na łapówkę.
W 58 roku Feliks został odwołany i kolejnym prokuratorem Judei został Porcjusz Festus. Niemal natychmiast wyżsi kapłani oskarżyli Pawła przed nowym namiestnikiem. Paweł widząc, że Festus okazuje się ustępliwy wobec żydowskich przywódców i obawiając się kolejnego pobytu w Jerozolimie, jako obywatel rzymski odwołał się do cesarza.
Jeszcze przed wyjazdem Paweł miał okazję wygłosić mowę przed Herodem Agryppą II i jego siostrą Bereniką. Autor Pierwszego Listu do Koryntian wywarł spore wrażenie na słuchaczu. Agryppa II komentował przemowę: Niewiele brakuje, a przekonałbyś mnie i zrobił ze mnie chrześcijanina. Król stwierdził, że gdyby Apostoł wcześniej nie odwołał się do cesarza, mógłby zostać zwolniony.

### Podróż do Rzymu

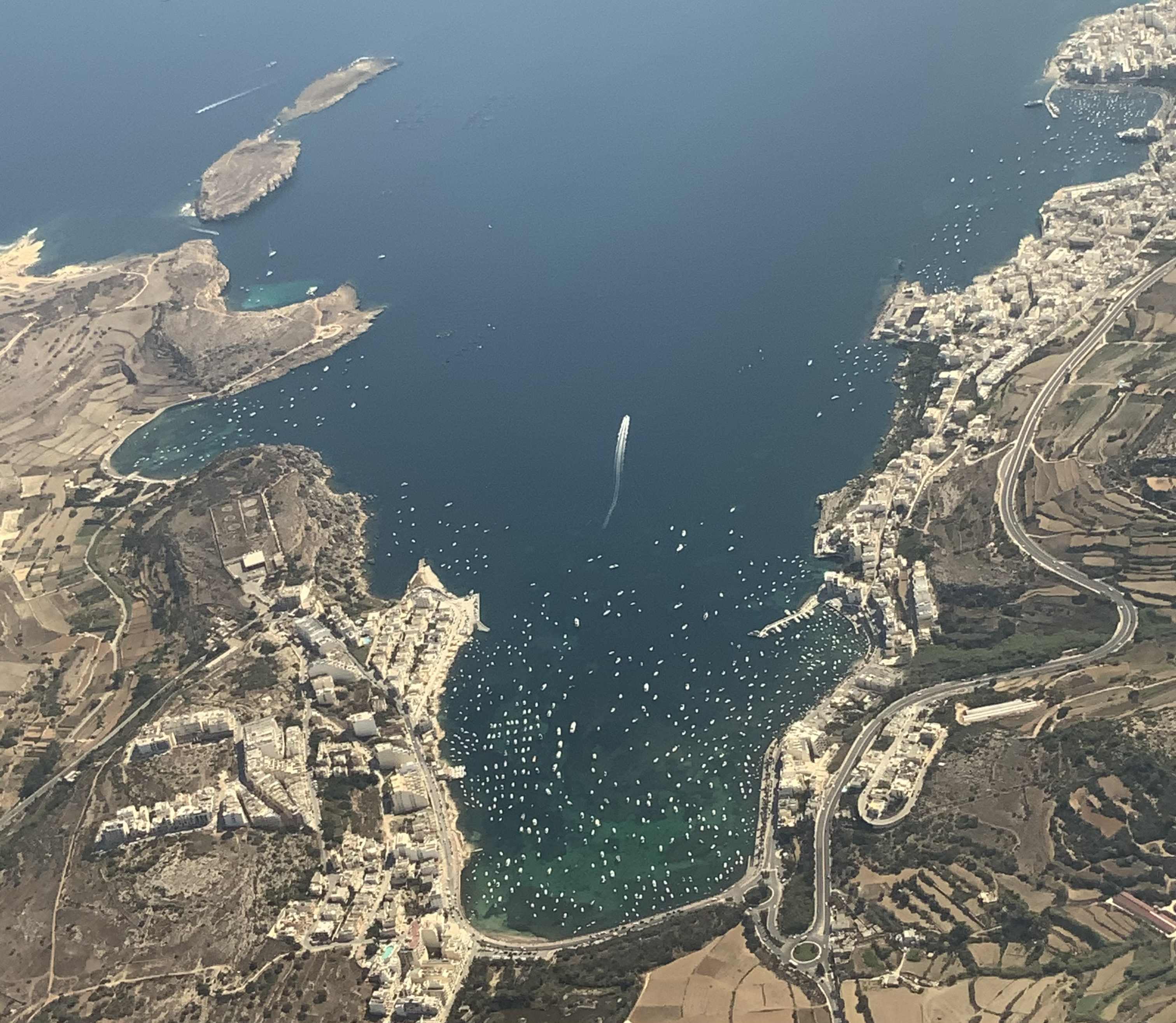
Zatoka św. Pawła na Malcie

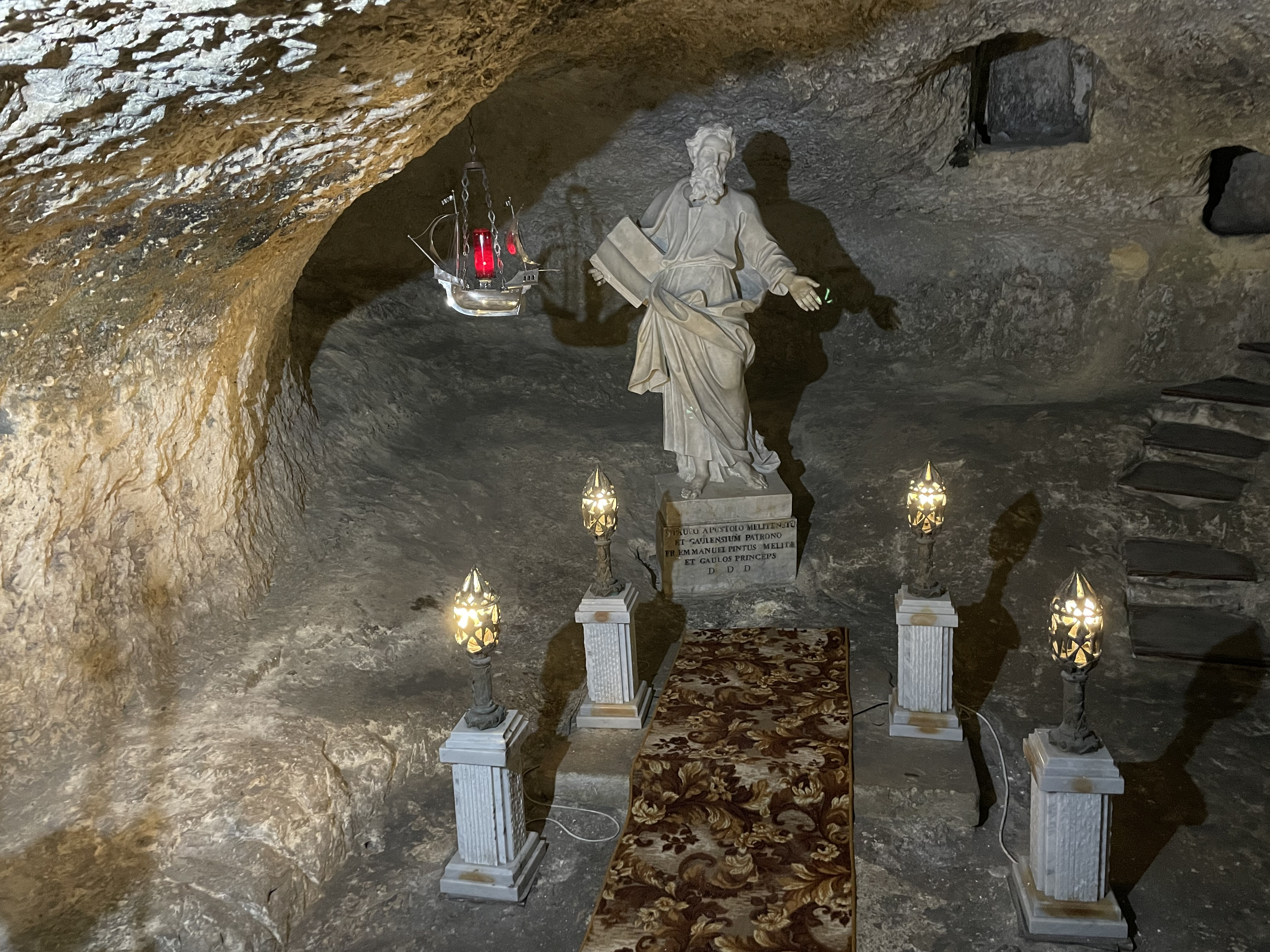
Grota św. Pawła w Rabat na Malcie

Jesienią 60 roku, w towarzystwie Arystarcha i Łukasza oraz więźniów, zmierzających przed sąd Cezara w Rzymie wyruszył pod eskortą przez Morze Śródziemne z cezarejskiego portu Sebastos do Myry w Licji (obecnie: Turcja). Tam przesiadł się na statek płynący do Italii, na którym dotarł do miejsca na Krecie zwanego w Dziejach Apostolskich „Dobre Porty”. W trakcie dalszej podróży natrafił na czternastodniową burzę morską i rozbił się o niewielkie wysepki na północ od wybrzeży Malty. Wszyscy pasażerowie zdołali ocaleć. Opis spotkania z mieszkańcami wyspy, którego miejsce jest utożsamiane z lokalizacją kościoła pw. św. Pawła Rozbitka znajduje się w Rozdz. 28 Dziejów Apostolskich.

Tubylcy okazywali nam niespotykaną życzliwość; rozpalili ognisko i zgromadzili nas wszystkich przy nim, bo zaczął padać deszcz i zrobiło się zimno. (Dz 28,2)

Ze względu na martwy sezon w żegludze śródziemnomorskiej Paweł wraz z pozostałymi 275 rozbitkami był zmuszony pozostać na wyspie przez trzy miesiące. Zgodnie z miejscową tradycją zamieszkiwał w jednej z grot w okolicy miasteczka Rabat. Uzdrowił ojca namiestnika rzymskiego Publiusza, który został pierwszym biskupem Malty. Następnie udał się do portu w pobliżu Neapolu, skąd drogą lądową dotarł do stolicy Cesarstwa, gdzie przebywał w areszcie domowym do 63 r. Mógł swobodnie przyjmować gości i prowadzić korespondencję.

### Ostatnie lata
Dzieje Apostolskie urywają się na roku 63, stąd przypuszczalnie wówczas Paweł został uwolniony. Wskazują na to informacje zawarte w tzw. listach pasterskich tj. Pierwszym i Drugim Liście do Tymoteusza oraz Liście do Tytusa, gdzie znajdują się wzmianki o późniejszej działalności misyjnej Pawła, jednak ich autentyczność bywa kwestionowana. Podobne relacje występują u Klemensa Rzymskiego w Liście do Koryntian oraz pochodzącym z II w. Kanonie Muratoriego. Klemens podaje, że Paweł „dotarł do kresu Zachodu”, co zwyczajowo oznaczało Hiszpanię, zaś Kanon Muratoriego wprost wskazuje na Hiszpanię jako miejsce działalności misyjnej Pawła. Sam Apostoł Narodów w Liście do Rzymian wspominał o planie takiej podróży. Z tzw. listów pasterskich wynika, że odwiedził Kretę, Efez, Macedonię, Nikopolis w Epirze, Korynt, Milet i Troadę.

### Męczeńska śmierć
Gdy latem 64 roku Rzym nawiedził pożar, winą za jego spowodowanie opinia publiczna obarczyła Nerona. Ten, chcąc uwolnić się od oskarżeń, jako winnych wskazał chrześcijan. Tradycja jednogłośnie stwierdza, że Paweł zginął w Rzymie właśnie za panowania Nerona, jest jednak wątpliwe, czy jego męczeństwo można łączyć bezpośrednio z prześladowaniami rzymskich chrześcijan po pożarze Rzymu w 64 roku. Z treści 2. Listu do Tymoteusza wynika, że Paweł został aresztowany w Azji Mniejszej (prawdopodobnie w Efezie lub Troadzie) na skutek zatargu z brązownikiem Aleksandrem, o którym Paweł wspomina, że wyrządził mi wiele zła: odda mu Pan według jego uczynków (2 Tm 4, 14). Według Klemensa Rzymskiego Paweł został „wskutek zazdrości” uwięziony i skazany na śmierć.

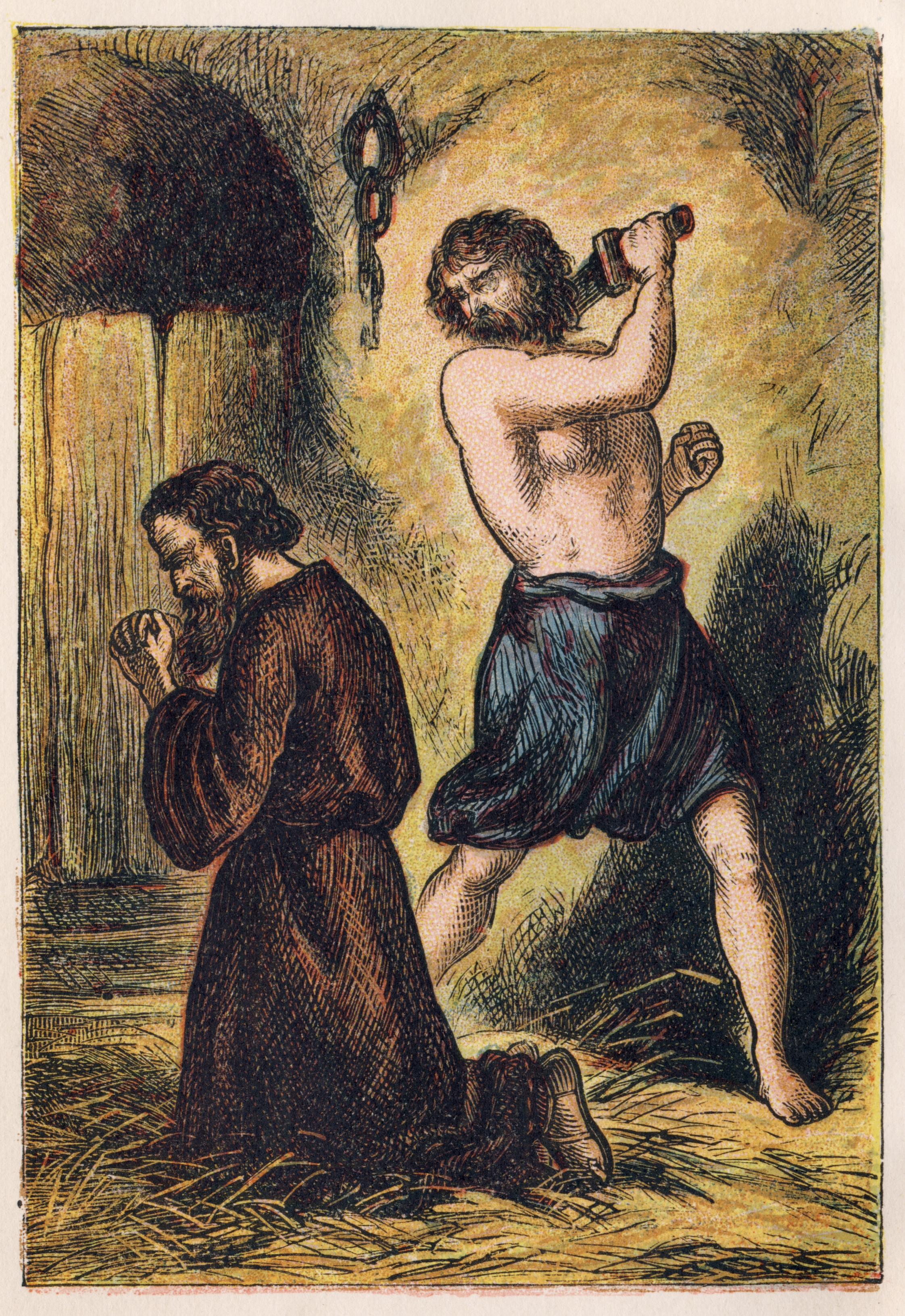
Ścięcie Pawła - Joseph Martin Kronheim, litografia z drugiej połowy XIX w.

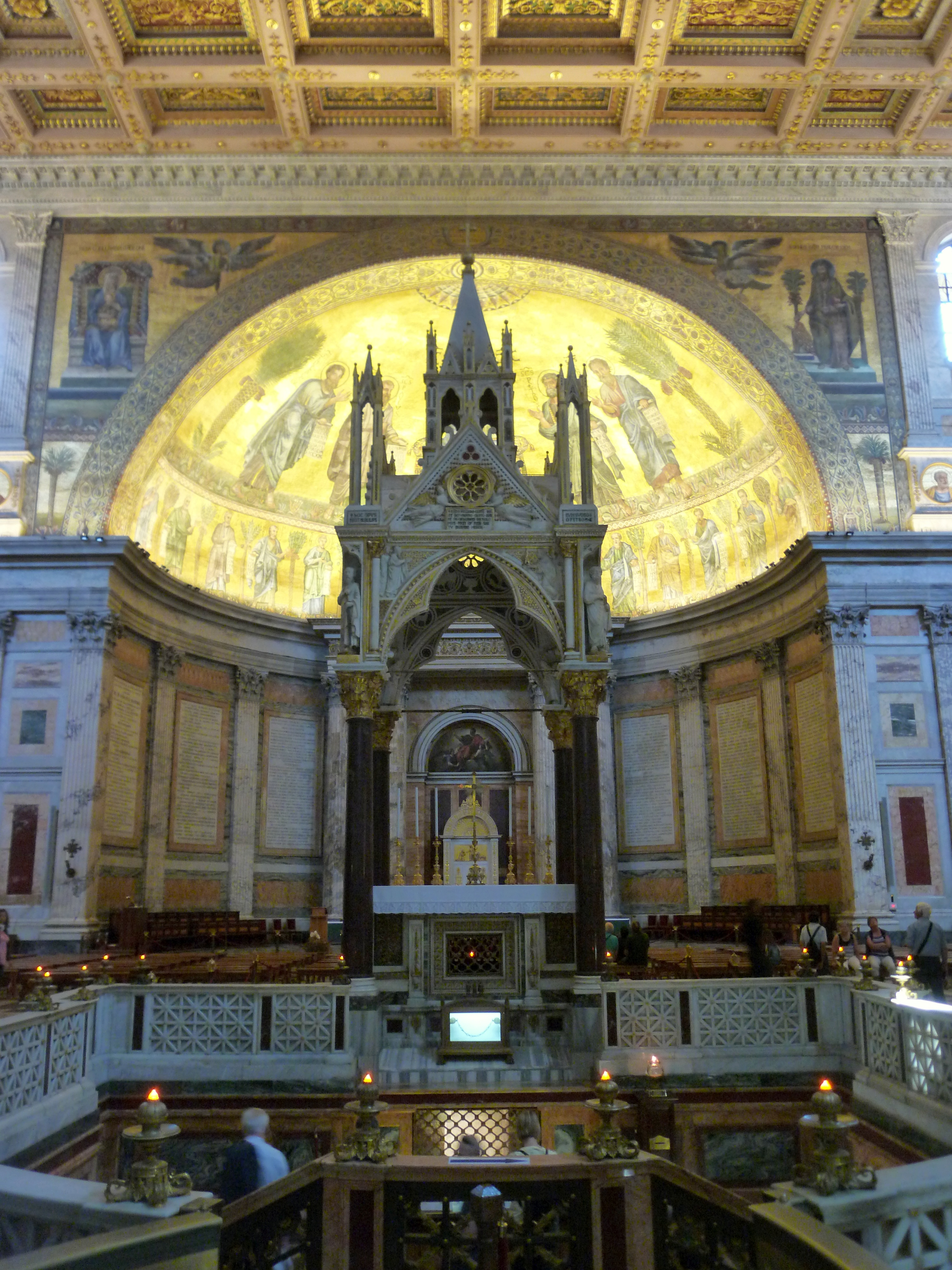
Grób św. Pawła Apostoła w bazylice św. Pawła za Murami w Rzymie

W pierwszej rozprawie Paweł zdołał tak poprowadzić obronę, że udało mu się uniknąć skazania. W oczekiwaniu na drugą, Apostoł Narodów miał napisać Drugi List do Tymoteusza, choć jego autentyczność bywa kwestionowana. Jednak nawet krytyczni badacze są zgodni, że zawiera reminiscencję prawdziwych wydarzeń. Z listu wynika, że oprócz Łukasza opuścili go wszyscy uczniowie, zaś w więzieniu odwiedził go Onezyfor z Efezu, którego pozdrawia w liście.
W wyniku drugiej rozprawy Paweł został skazany na śmierć i ścięty mieczem (ten rodzaj egzekucji przysługiwał obywatelom rzymskim). Data i miejsce śmierci Pawła nie są jednak pewne. Przekaz apokryficzny pt. „Dzieje Piotra i Pawła”, określający dzień egzekucji na 29 czerwca 67 nie posiada wartości historycznej. Wiadomo natomiast, że nastąpiła ona jeszcze za panowania cesarza Nerona (zmarł w 68), najpewniej w 66 lub 67. Według tradycji kościelnej Paweł został stracony za Bramą Ostyjską. Pod ołtarzem, znajdującej się tam bazyliki św. Pawła za Murami odnaleziono inskrypcję z IV w. (PAVLO APOSTOLO MART.), co w kontekście braku tradycji konkurencyjnej wskazuje na miejsce pochówku Apostoła Narodów. 28 czerwca 2009 papież Benedykt XVI potwierdził odnalezienie szczątków Pawła w jednej z bocznych ścian grobowca w bazylice św. Pawła za Murami.

## Pisma kanoniczne św. Pawła

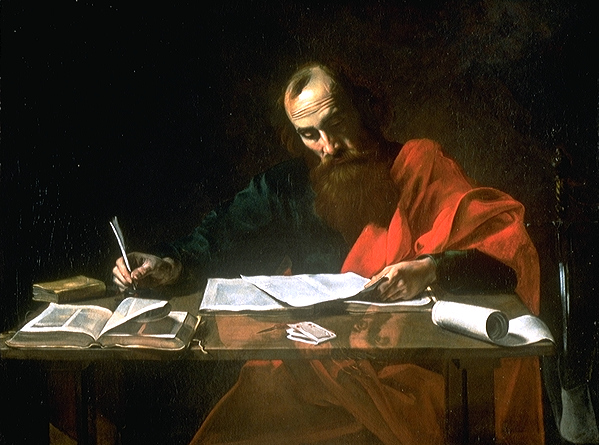
Św. Paweł

Paweł z Tarsu uważany jest za autora trzynastu listów, wchodzących w skład Nowego Testamentu – są to:
- List do Rzymian
- 1. List do Koryntian
- 2. List do Koryntian
- List do Galatów
- List do Efezjan
- List do Filipian
- List do Kolosan
- 1. List do Tesaloniczan
- 2. List do Tesaloniczan
- 1. List do Tymoteusza
- 2. List do Tymoteusza
- List do Tytusa
- List do Filemona

Obecnie większość badaczy zgadza się co do Pawłowego autorstwa siedmiu listów: 1. Listu do Tesaloniczan, 1. i 2. Listu do Koryntian, Listu do Galatów, Listu do Filipian, Listu do Filemona oraz Listu do Rzymian.
Trzy listy zwane „deuterpaulina” (2. List do Tesaloniczan, List do Kolosan, List do Efezjan) część badaczy uznaje za Pawłowe, część przypisuje je jego uczniom.
W kwestii „listów pasterskich” (1. i 2. List do Tymoteusza, List do Tytusa) część teologów zwraca uwagę na niejednoznaczne stanowisko najstarszych pisarzy chrześcijańskich. Nie wspomina o nich Ignacy Antiocheński, zaś Tacjan – według Hieronima – miał odrzucić Pawłowe autorstwo 1. i 2. Listu do Tymoteusza. Ponadto język, styl i terminologia odbiegają od dotychczasowych listów Pawła. W konsekwencji Pawłowe autorstwo wspomnianych listów jest kwestionowane. Większość świadectw wczesnochrześcijańskich przypisuje „listy pasterskie” Pawłowi, a zwolennicy jego autorstwa tłumaczą odrębności stylistyczno-terminologiczne odrębną problematyką listów, ich zdecydowanie duszpastersko-praktycznym charakterem oraz podeszłym wiekiem autora.
Wątpliwości co do Pawłowego autorstwa Listu do Hebrajczyków występowały już w starożytności. Współcześnie poza krytyką ściśle tradycjonalistyczną nie uznaje się go za napisany przez Pawła, a współczesne wydania Biblii umieszczają go anonimowo.
Część listów Pawła nie zachowała się. Są to:
- tzw. przedkanoniczny list do Koryntian, wspomniany w: 1 Kor 5,9.11.
- list do Koryntian, tzw. list we łzach, powstały pomiędzy 1. i 2 Listem do Koryntian, wzmiankowany w: 2. Kor 2,3; 7,8.,
- list do Laodycejczyków, wspomniany w Kol 4,16.; część uczonych identyfikuje go z Listem do Efezjan.

## Teologia Pawła z Tarsu
Nauczanie Pawła koncentrowało się wokół krzyża Jezusa Chrystusa. Wśród tych, którym przepowiadał, jednym wydawało się to szaleństwem, innym zgorszeniem (por. 1 Kor 1,23). Apostoł był przekonany, że jest ono częścią oryginalnej, autentycznej tradycji apostolskiego głoszenia zbawienia (por. 1 Kor 15, 3). Odpowiadając na oskarżenia zwłaszcza ze strony judaizantów, przekonywał, że Ewangelia, którą otrzymał przez objawienie Jezusa Chrystusa (Ga 1,12) i którą przedstawił Apostołom, będącym filarami Kościoła w Jerozolimie (Gal 2, 2) jest tożsama z kerygmatem pierwszej chrześcijańskiej wspólnoty.

### Królestwo Boże
Centralne miejsce Królestwa Bożego w działalności i nauczaniu św. Pawła Apostoła ukazują Dzieje Apostolskie. Paweł w synagogach „przekonywał o królestwie Bożym” (Dz 19,8). W Efezie, podsumowując swoje głoszenie wobec zapowiedzi zbliżającej się śmierci wymienił królestwo jako treść całego jego nauczania: „Wiem teraz, że wy wszyscy, wśród których po drodze głosiłem królestwo, już mnie nie ujrzycie” (Dz 20,25; por. Dz 28,23 i 31; Dz 14,22; 1 Tes 2,12).

### Paruzja
Z treści listów Pawła wynika, że istotnym elementem nauczania było również powtórne przyjście Jezusa Chrystusa oraz związane z nim królowanie Boga (1 Kor 15,22-28). Eschatologia, oprócz zjawienia się Chrystusa (1 Kor 1,7-8; 1 Kor 4,5; 1 Kor 11,26; Flp 3,20; Kol 3,4; 1 Tes 1,10; 1 Tes 2,18; 1 Tes 3,13; 2 Tes 1,7-10; 2 Tes 2,1-10; ), obejmuje także wskrzeszenie sprawiedliwych (1 Kor 15,23) i chwalebne przemienienie świętych jeszcze żyjących (1 Tes 4,17).
Według Barta Ehrmana Paweł wierzył, że Jezus powróci za jego życia. Paweł spodziewał się, że chrześcijanie, którzy w międzyczasie umarli, zmartwychwstaną i będą mieli udział w królestwie Bożym, natomiast zachowani żywi zostaną odmienieni, przyjmując niebiańskie, niezniszczalne ciała (1 Kor 15,51-53). Nauczanie Pawła o końcu świata zostało najwyraźniej wyrażone w jego pierwszym i drugim liście do Tesaloniczan. Zapewnia ich, że zmarli powstaną pierwsi, a po nich następują ci, którzy pozostaną przy życiu – „my, żywi, pozostawieni na przyjście Pana” (1 Tes 4,15-17). Sugeruje to rychły koniec, ale nie jest on konkretny w odniesieniu do czasów i pór roku i zachęca swoich słuchaczy, aby spodziewali się opóźnienia. Formą końca będzie bitwa pomiędzy Jezusem a człowiekiem bezprawia, której zakończeniem będzie triumf Chrystusa (2 Tes 2,3-8).

### Chrzest
Chrzest jako sakrament był dla Pawła wydarzeniem zbawczym. Apostoł nauczał, że „obmycie” chrzcielne daje początek drodze uświęcenia i jest niezbędny dla odziedziczenia Królestwa Bożego (1 Kor 6, 2, por. wers 10). Nauczając o chrzcie w imię Jezusa Paweł ukazywał, że sakrament ten wiąże chrześcijanina z Panem, który został ukrzyżowany, aby wybawić ludzi od wiecznego zniszczenia (1 Kor 1, 13, por. 18). Paweł nauczał także o tym, że we chrzcie człowiek „przyobleka Chrystusa”, rozumiejąc przez to, że obrzęd ten zbliża ochrzczonego do tak bliskiej jedności z Jezusem ukrzyżowanym i zmartwychwstałym, że staje się uczestnikiem błogosławieństwa obiecanego Abrahamowi (Ga 3, 27, por. w. 29). W liście do Rzymian Apostoł nauczał, że zanurzając się w wodach chrztu ludzie są „pogrzebani z Chrystusem”, aby wraz z Nim powstać do życia (Rz 6, 4, 8, Kol. 2, 12n). To życie otrzyma swą pełnię dopiero na końcu, gdy Chrystus objawi się w chwale (Kol 3, 3n). Paweł nauczał też, że chrzest jest „kąpielą odrodzenia”, która obdarza usprawiedliwieniem w łasce i tytułem do niebiańskiego dziedzictwa. Ochrzczony żyje nadzieją życia wiecznego (Tt 3, 5, por. w. 7).

## Kult św. Pawła Apostoła
Dzień obchodów

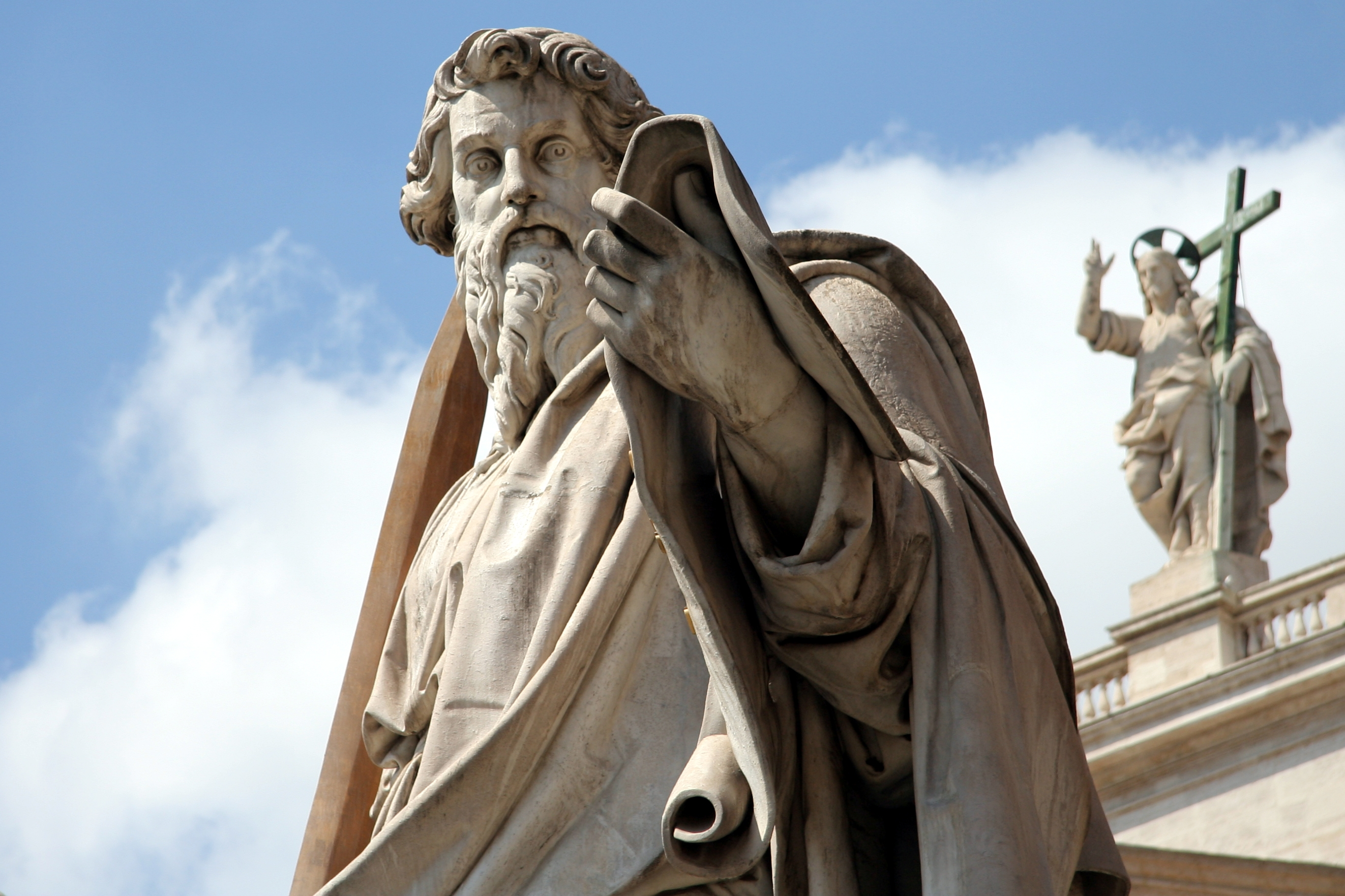
Statua św. Pawła autorstwa Adamo Tadoliniego przed bazyliką św. Piotra w Rzymie

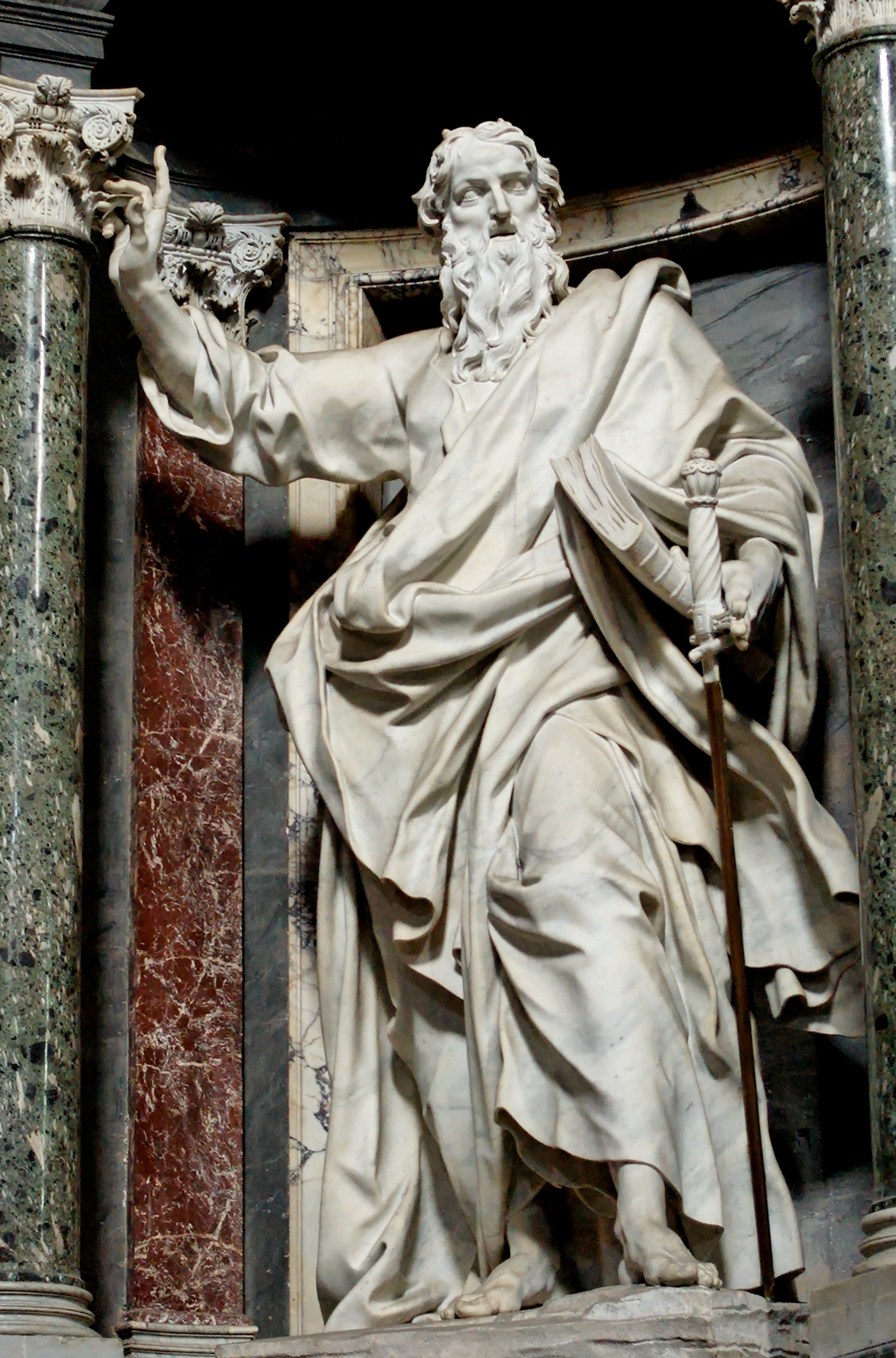
Figura św. Pawła w bazylice św. Jana na Lateranie wykonana przez Pierre-Étienne Monnota

Już w starożytności chrześcijańskiej obchodzono wspólne wspomnienie świętych Piotra i Pawła. W 285 r. oficjalnie ustanowiono Uroczystość Świętych Apostołów Piotra i Pawła. Obchody, mające rangę uroczystości liturgicznej wyznaczono na dzień 29 czerwca. Z czasem przedłużono je na 30 czerwca, co wynikało z faktu, że papież odprawiał uroczystą mszę w Watykanie 29 czerwca, a następnego dnia udawał się do bazyliki św. Pawła za Murami.
W Martyrologium Hieronimiańskim dniem wspomnienia Pawła był początkowo 25 stycznia, określany mianem pamiątki translacji, czyli przeniesienia relikwii z grobu do ołtarza. Jednak rzeczywista translacja nigdy nie miała miejsca ze względu na nieznajomość miejsca pochówku Apostoła (odnaleziono je w 2009). Z czasem datę 25 stycznia przyjęto jako wspomnienie nawrócenia św. Pawła. W Kościele katolickim ma rangę święta liturgicznego. Od 1908 jest dniem modlitw o zjednoczenie Kościołów chrześcijańskich, kończącym Tydzień Modlitw o Jedność Chrześcijan (od 1964). Od XI w. Paweł z Tarsu jest wspominany także 16 listopada z racji pamiątki poświęcenia dawnych bazylik rzymskich Piotra i Pawła. Na drugie millenium narodzin św. Pawła ogłoszono rok 2008 Rokiem Jubileuszowym.
Cerkiew prawosławna wspomina apostoła Pawła (pierwszy wśród zwierzchnich) 29 czerwca/12 lipca, tj. 12 lipca według kalendarza gregoriańskiego.
Kościół Starokatolicki w RP obchodzi Uroczystość św. Pawła Apostoła, który od 1932 jest jego patronem w dniu 25 stycznia.
Na mocy dekretu Stolicy Apostolskiej, wydanego 21 czerwca 2018 r. św. Paweł jest patronem Służby Więziennej.
Paweł w ikonografii
W ikonografii chrześcijańskiej jest przedstawiany zarówno w pojedynkę z mieczem, w nawiązaniu do sposobu egzekucji, jak również z apostołem Piotrem, dla podkreślenia jedności Kościoła powszechnego. Także sceny Nawrócenia św. Pawła (Oślepienia) oraz Pożegnania Apostołów Piotra i Pawła były częstą inspiracją artystów.

## Odbiór osoby i myśli Pawła
Pierwsze przejawy recepcji myśli Pawła obecne są już w Nowym Testamencie. 2. List Piotra stanowi wczesny przejaw pozytywnej recepcji myśli Pawła, przy podkreśleniu zgodności jego nauczania z nauką pozostałych apostołów. List Jakuba przez biblistów takich jak Martin Hengel czy Friedrich Avemarie jest z kolei interpretowany jako krytyczny wobec Pawłowej nauki o usprawiedliwieniu; inni bibliści, jak Raymond E. Brown czy Ferdinand Hahn, widzą w nim raczej krytykę nadużyć myśli Pawła. Spośród ojców apostolskich Klemens Rzymski wymienia Pawła, obok apostoła Piotra, jako jeden z filarów Kościoła rzymskiego. Generalnie jednak myśl apostoła Pawła nie odgrywała większej roli w teologii ojców apostolskich. Istniały też nurty przeciwstawiające naukę Pawła nauce innych apostołów. Anty-Pawłowy charakter mają pisma Pseudo-Klemensa, które przeciwstawiają mu Jakuba jako prawdziwego apostoła i biskupa Kościoła w Jerozolimie. Kerygmata Petrou przedstawiają Pawła jako oszusta i nauczyciela fałszywej Ewangelii. Z kolei radykalnie pozytywne stanowisko wobec Pawła reprezentował Marcjon, który uznał go za jedynego prawdziwego apostoła; ustanowił on kanon Nowego Testamentu ograniczony do listów Pawła oraz Ewangelii Łukasza „oczyszczonej” z elementów żydowskich. Podobnie na Pawła powoływali się gnostyk Walentyn Egipcjanin i autor Dziejów Pawła i Tekli, przedstawiający Pawła jako propagatora prostej religii promującej ascetyzm. Pisarze głównego nurtu Kościoła tacy jak Ireneusz z Lyonu czy Tertulian podkreślali natomiast zgodność nauki Pawła z nauką pozostałych apostołów; zdaniem Calvina J. Roetzela ich dzieła miały przede wszystkim charakter apologetyczny i nie były wnikliwą analizą myśli Pawła.
Do ożywienia zainteresowania myślą Pawła przyczynili się Orygenes i Klemens Aleksandryjski, którzy podkreślali mistyczne i ascetyczne wątki myśli Pawła oraz jego duchową i alegoryczną egzegezę Pisma. Z kolei zdaniem Oscara Cullmanna Pawłowa nauka o usprawiedliwieniu była właściwie zapomniana przez pierwsze 350 lat historii Kościoła. W teologii dominowała optymistyczna ocena kondycji człowieka, stosująca zaczerpnięte z myśli filozoficznej określenia takie jak autoexousia czy liberum arbitrium (wolna wola). Dodatkowo teologię Kościoła zachodniego cechował surowy moralizm i legalizm. Według Alistera McGratha dopiero Augustyn z Hippony zorientował myśl Kościoła zachodniego ku kategoriom Pawłowym, podkreślając skażenie człowieka grzechem pierworodnym i konieczność łaski Bożej dla zbawienia. Hans von Campenhausen dostrzega natomiast ślady Pawłowej nauki o usprawiedliwieniu już u Ambrożego z Mediolanu, choć nie stanowiła zasadniczego punktu jego teologii.
Myśl Augustyna (z wyjątkiem radykalnej nauki o predestynacji) kontynuowana była przez średniowieczną teologię scholastyczną. Istotną rolę myśli Pawła przyznała reformacja. Teologiczny przełom w myśli Marcina Lutra, który skłonił go do wystąpienia przeciwko ówczesnym autorytetom kościelnym, wynikał z jego lektury Listu do Rzymian i interpretacji Pawłowej nauki o usprawiedliwieniu. Dla Filipa Melanchtona, jednego z przedstawicieli reformacji luterańskiej, teologia Pawła stanowiła wzorzec wszelkiej prawdziwej teologii. Zdaniem teologa dzieła Pawłowe dostarczają najbliższego poznania Chrystusa, co więcej – dokładne poznanie Chrystusa poza pismami Pawła nie jest możliwe.
W okresie nowożytnym odżyły tendencje do przeciwstawiania nauki Pawła innym nurtom wczesnochrześcijańskim. Ferdinand Christian Baur interpretował naukę Pawła w duchu dialektyki heglowskiej jako antytezę judeochrześcijaństwa; późniejsze pisma Nowego Testamentu miały reprezentować zbliżenie stanowisk, a pisma Janowe – syntezę. Negatywne stanowisko wobec Pawła reprezentował np. Robert Eisemann, dla którego to Jakub, brat Jezusa, miał być prawdziwym uczniem Jezusa, a Pawła uważał za jego wroga i przypisywał mu nawet zastosowanie fizycznej przemocy wobec Jakuba. Z kolei pozytywne stanowisko reprezentował luterański teolog Ernst Käsemann, dla którego pisma Pawła stanowiły kanon w kanonie, wyznacznik, według którego osądzać należy wszystkie inne pisma nowotestamentowe; stwierdzenia sprzeczne z Pawłową nauką o usprawiedliwieniu traktował jako przejaw „wczesnego katolicyzmu” (Frühkatholizismus) i odrzucał ich miarodajność dla chrześcijańskiej teologii.